# Квилу
Кви́лу (фр. Kwilu) — провинция Демократической Республики Конго, расположенная на западе страны.

## География
До конституционной реформы 2005 года Квилу была частью бывшей провинции Бандунду. Административный центр — Киквит.
Население провинции — 2 144 415 человек (2005).

## Административное деление

### Города
- Киквит

### Территории
- Багата
- Балунгу-Киквит
- Гунгу
- Идиофа
- Маси-Манимба